# Forserum

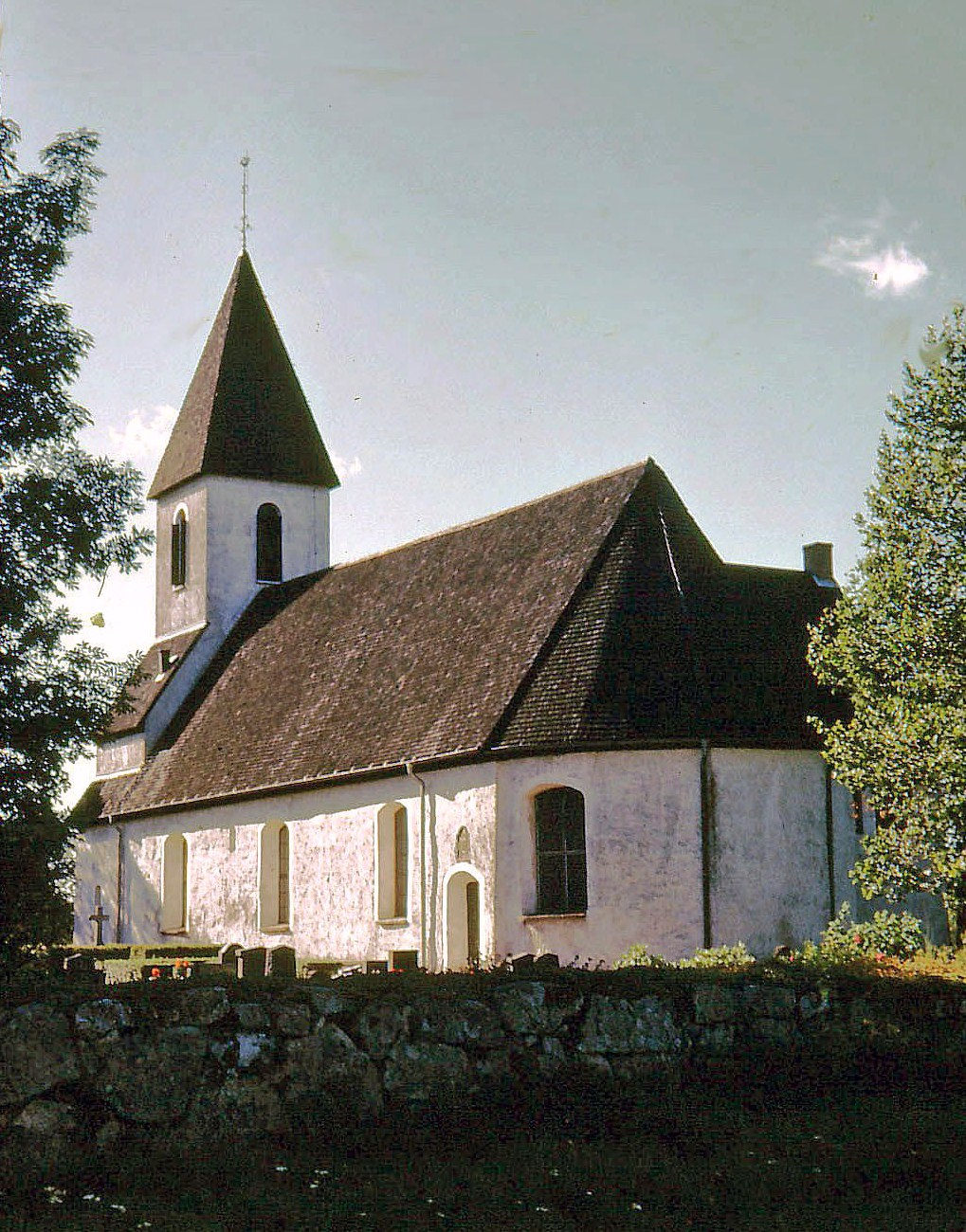
Forserums kyrka

Forserum är en tätort i Forserums socken i Nässjö kommun i Jönköpings län belägen 14 km nordväst om Nässjö.
I orten ligger Forserums kyrka.

## Historia
Namnet Forserum har, precis som namnet antyder, att göra med att det runnit flera forsar från den bäck som runnit från mossen norr om bebyggelsen, samt rum som betyder ”öppen plats”. Ortnamnet nämns redan på 1330-talet, då som de Parochia Forsarum.
Forserum var och är kyrkby i Forserums socken och ingick efter kommunreformen 1862 i Forserums landskommun. I denna inrättades för orten 24 oktober 1890 Forserums municipalsamhälle som kom att upplösas 31 december 1951.
Tidigare hade Lindells vågfabrik tillverkning i Forserum.

### Befolkningsutveckling
| Befolkningsutvecklingen i Forserum 1900–2020  | Befolkningsutvecklingen i Forserum 1900–2020 | Befolkningsutvecklingen i Forserum 1900–2020 | Befolkningsutvecklingen i Forserum 1900–2020 | Befolkningsutvecklingen i Forserum 1900–2020 |
| --------------------------------------------- | -------------------------------------------- | -------------------------------------------- | -------------------------------------------- | -------------------------------------------- |
|                                               |                                              |                                              |                                              |                                              |
| År                                            |                                              |                                              | Folkmängd                                    | Areal (ha)                                   |
| 1900                                          | 1900                                         |                                              | 1 638                                        | †                                            |
| 1960                                          | 1960                                         |                                              | 1 617                                        |                                              |
| 1965                                          | 1965                                         |                                              | 1 676                                        |                                              |
| 1970                                          | 1970                                         |                                              | 1 985                                        |                                              |
| 1975                                          | 1975                                         |                                              | 2 008                                        |                                              |
| 1980                                          | 1980                                         |                                              | 2 195                                        |                                              |
| 1990                                          | 1990                                         |                                              | 2 160                                        | 194                                          |
| 1995                                          | 1995                                         |                                              | 2 131                                        | 194                                          |
| 2000                                          | 2000                                         |                                              | 2 041                                        | 194                                          |
| 2005                                          | 2005                                         |                                              | 1 982                                        | 194                                          |
| 2010                                          | 2010                                         |                                              | 2 039                                        | 195                                          |
| 2015                                          | 2015                                         |                                              | 2 080                                        | 195                                          |
| 2020                                          | 2020                                         |                                              | 2 128                                        | 224                                          |
| † Befolkning runt ett municipalsamhälle 1900. |                                              |                                              |                                              |                                              |

## Utbildning
Den 16 mars 1875 togs beslutet att bygga ett skolhus och sockenstuga på den plats där den tidigare sockenstugan hade brunnit ner 1874. Alla hushåll, liksom arbetare vid järnvägen och bobinfabriken, skulle göra något litet för att hjälpa till med arbetet.
Första skolstarten som har bevarats i Forserums skola var den 12 oktober 1876. I dessa bevaringar nämns lärarlöner o.d. (Läs mer på länken på "Externa länkar" nedan.)
1884-1885 byggdes ett nytt skolhus norr om kyrkan. Denna byggnad hade två klassrum (detta hus revs 1944 och flyttades istället till Utsiktsgatan inne i samhället). 1887 byggdes skolan vid stationen och år 1935 stod den nya Centralskolan klar för inflyttning. Denna byggnad var den första av den nuvarande Rosenholmsskolan.
Samhället har i dag tre förskolor – Benjamin, Bikupan och Trollebo. Det finns även en öppen förskola, Nalle Puh. Grundskolan är Rosenholmsskolan som har årskurser från F-9.